# École théologique d'Alexandrie
L'École théologique d'Alexandrie, dite aussi le Didascalée, est l'une des grandes écoles théologiques des premiers siècles du christianisme. Sa méthode d'exégèse biblique est symbolico-allégorique. L'influence de Platon et du néoplatonisme y est manifeste. Elle s'est opposée à l'École théologique d'Antioche, qui prônait une méthode historico-littérale. 
Elle a eu des ramifications en Palestine et en Pamphylie.

## Histoire

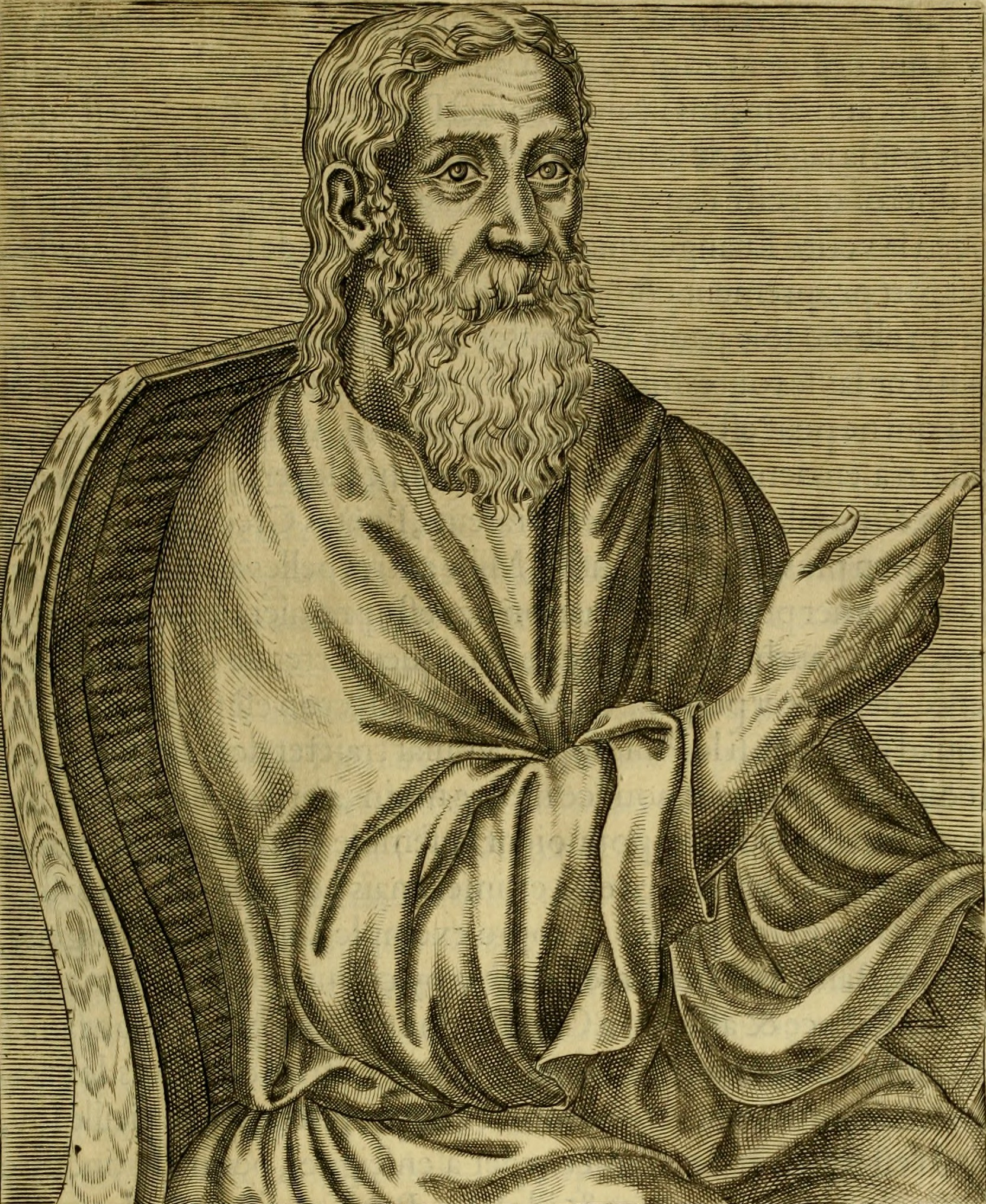
Clément d'Alexandrie (v. 150-v. 215).

L'École théologique d'Alexandrie fut probablement instituée vers 180 par Pantène d'Alexandrie, mais ses origines sont probablement antérieures. Elle a formé un grand nombre de théologiens et de Pères de l'Église.
Les successeurs de Pantène à la tête de l'école furent Clément, puis Origène (nommé en 215 par le patriarche Démétrius Ier), dont la culture est imprégnée de la culture philosophique grecque. Ils sont à l'origine de la Lectio divina et de la doctrine des quatre sens de l'Écriture. Leur œuvre se poursuivra avec Héraclas, puis Denys et Didyme l'Aveugle.
Parmi les autres théologiens qui furent en relation avec cette école, on peut citer Grégoire le Thaumaturge, Grégoire de Naziance, Athénagore, Athanase d'Alexandrie, Cyrille d'Alexandrie et l'historien Rufin d'Aquilée.
D'autres, comme Jérôme et Basile de Césarée, y firent des séjours pour entrer en contact avec les étudiants.
L'École entra ensuite dans une période de déclin.

## Les sciences
L’École théologique d'Alexandrie, avec Clément d'Alexandrie, Origène et Jean Philopon (490-575) soutient le modèle grec de l’univers sphérique. Elle prône une lecture allégorique de la Bible. Pour elle, Bible et science ne sont pas contradictoires.